# Horst E. Kipper
Horst E. Kipper (* 1940; † 2. Oktober 2010) war ein deutscher Aquarianer, Fotograf und Unternehmer. Er hat sich insbesondere um die Weiterentwicklung der Süßwasseraquaristik verdient gemacht.
1958 schloss er im Aquarium Hamburg die Tierpflegerlehre mit dem Schwerpunkt Fischzucht und -pflege ab, gefolgt von der Ausbildung als Großhandelskaufmann u. a. im Tropicarium in Dreieich-Buchschlag. 1965 übernahm Horst Kipper die zoologische Abteilung der Firma Hilena, Bielefeld, wo er den ersten speziellen Aquariendünger (Crypto-Dünger), das erste CO2-Diffusionsgerät, den ersten pH-Dauertest und Aquarien-Heizer entwickelte. 1975 veröffentlichte er mit Peter Wilkens im Bertelsmann-Verlag den Bildband „Wunderwelt unter Wasser“.
Seine ersten Arbeiten beschäftigten sich mit der Weiterentwicklung des Kreiselpumpenfilters für die Aquaristik. Er entwickelte im Lauf seiner Berufstätigkeit über 20 neue Verfahren und Produkte, die teilweise international patentiert wurden. Gemeinsam mit Kaspar Horst unternahm er eine Reihe von Forschungsreisen nach Sri Lanka, Thailand, Malaysia, Borneo und Australien. 1969 berief er das erste aquaristische Symposium ein, bei dem Naturwissenschaftler und Aquarianer sich zum Gedankenaustausch trafen. Beteiligt war er auch am Aufbau einer Reihe von Großaquarien. So baute er 1972 Europas damals größtes Meerwasseraquarium in ein Süßwasseraquarium um.
Er gründete Ende der 1970er Jahre eine eigene Firma Dupla Aquaristik GmbH, die eine Reihe neuer aquaristischer Systeme entwickelte. 1984 verlagerte er seinen Wohnsitz nach Australien, wo er ein weiteres Unternehmen, die Dupla Aquariums Pty Ltd gründete. 1981 gründete Horst Kipper den Aquadocumenta-Verlag, in dem neben Aquaristikbüchern bis 2001 die vierteljährlich erscheinende Zeitschrift „Aquarium Heute“ veröffentlicht wurde (Redakteur Kaspar Horst).

## Veröffentlichungen
- Kaspar Horst und Horst E. Kipper: Das perfekte Aquarium – Der sichere Weg zum Erfolg. Leitfaden zur Einrichtung und Pflege des Süßwasser-Aquariums, Tetra Verlag, 4. A. Melle 1981
- Kaspar Horst und Horst E. Kipper: Das optimale Aquarium – Leitfaden zur Einrichtung und Pflege des Süßwasser-Aquariums, Ad aquadocumenta Verlag, Bielefeld 1992, ISBN 3-925916-15-6